# Euxoa servita
Euxoa servita là một loài bướm đêm trong họ Noctuidae.